# وولفریدزورتی، تورریج
وولفریدزورتی (به انگلیسی: Woolfardisworthy) یک روستا و محله مدنی در بریتانیا است که در تورریج واقع شده‌است. وولفریدزورتی ۱٬۱۲۳ نفر جمعیت دارد.